# Амхърст (Ню Хампшър)
Вижте пояснителната страница за други значения на Амхърст.
Амхърст (на английски: Amherst) е град североизточната част на Съединените щати, част от окръг Хилсбъроу на щата Ню Хампшър. Населението му е 11 229 души (по приблизителна оценка от 2017 г.).
Разположен е на 79 m надморска височина в подножието на Апалачите, на 17 km северозападно от Нашуа и на 76 km северозападно от Бостън. Селището е създадено през 1733 година върху земи, раздадени на ветерани от Войната на крал Филип. Инкорпорирано е през 1760 година, а от 1770 до 1866 е административен център на окръг Хилсбъроу. Градчето се разраства след Втората световна война, благодарение на заселването на хора, работещи в Бостън.

## Известни личности
Родени в Амхърст
- Хорас Грийли (1811 – 1872), политик